# Liga 2021-22 heren (volleybal België)
Het seizoen 2021/22 van de Belgische Liga heren.

## Promoties naar en degradaties uit de Liga na vorig seizoen

### Gedegradeerde teams na vorig seizoen
Wegens het lage aantal teams was er geen sportieve degradant het voorbije seizoen.

### Gepromoveerde teams na vorig seizoen
Er promoveerde geen ploeg.
De raad van bestuur van Volley Belgium had in zijn vergadering van donderdagavond 17/12/2020 besloten geen stijger aan te duiden wegens de Covid-19 maatregelen die verstoringen in de lagere competities teweeg brachten.

## Verloop
Voor aanvang van het seizoen was regerend kampioen Roeselare de favoriet om zichzelf op te volgen. Ondanks het vertrek van boegbeeld Hendrik Tuerlinckx was de ploeg van het voorbije seizoen relatief ongewijzigd gebleven. De grootste uitdager leek Maaseik te worden, ondanks een fel gewijzigde spelersgroep. Verder was het ook uitkijken naar de andere ploegen. Menen was het voorbije seizoen derde geëindigd en wilde dit seizoen bevestigen. Ook Haasrode Leuven had het vorige seizoen knap gepresteerd. Daarnaast toonde de ploeg grote ambitie. Ondanks het vertrek van enkele sterkhouders versterkten ze zich met ervaren spelers, waaronder Hendrik Tuerlincks en Matthias Valkiers. Aalst had een teleurstellend seizoen achter de rug. De ploeg plaatste zich onverwachts niet voor de Champions Final 4 en kende daarnaast ook een mindere campagne in de Challenge Final 4. De club greep hierdoor naast een Europees ticket. Dit seizoen wilde de club opnieuw aanknopen met de (sub)top. Achel had de Challenge Final 4 gewonnen en speelde daarop Europees volleybal dit seizoen. Ook leek de ploeg versterkt in de breedte. Gent mikte op een plaats in de subtop en had de ambitie een Europees ticket te bemachtigen. Waremme zag verschillende basisspelers vertrekken en verwelkomde net als Maaseik veel nieuwe gezichten.
Roeselare en Maaseik leken tijdens de reguliere competitie inderdaad de te kloppen ploegen, ondanks mindere periodes bij beide ploegen. Maaseik ontsloeg uiteindelijk hun trainer Joel Banks en verving deze met Fulvio Bertini. Onder zijn leiding haalde Maaseik een lange zegereeks in de nationale competitie en won het hun eerste match in de Champions League. Menen kende sportief weinig problemen. Op 24 januari stuurde het bestuur van Menen echter een mededeling de wereld in. De ploeg zou na het lopende seizoen stoppen met herenvolleybal op het hoogste niveau. Ondanks dit nieuws ging Menen mee in het spoor van de grote twee en kon op de laatste (uitgestelde) speeldag nog steeds als tweede eindigen. Uiteindelijk eindige Menen derde, vlak onder Roeselare en Maaseik. Intussen kwam op 20 februari het nieuws dat Menen toch actief zou blijven op het hoogste niveau. Haasrode Leuven en Aalst streden voor de vierde plaats. Deze strijd werd op de laatste speeldag beslecht in het voordeel van Aalst. Aan de start van deze speeldag hielden beide ploegen elkaar perfect in evenwicht, zowel in behaalde punten, gewonnen matchen en setratio. Op basis van de puntenratio stond Haasrode Leuven bij aanvang van deze speeldag op de vierde plaats (1,011 tegenover 1,003). Aalst won hun match tegen Waremme terwijl Haasrode Leuven verloor van Gent, waardoor Aalst in extremisch nog over Haasrode Leuven naar de vierde plaats sprong. Hierdoor verkreeg Aalst het thuisvoordeel in de volgende ronde voor de tweede en eventuele derde weststrijd.
Op 3 maart stelde de Nationale Ontmoetingscommissie vast dat Maaseik de speler Renet Vanker had opgesteld tijdens de match Maaseik-Haasrode Leuven op 6 januari. Dit was echter een uitgestelde wedstrijd van 4 december. Vanker werd pas op 6 januari aangesloten bij Maaseik en was bijgevolg op de originele datum nog niet aangesloten. Daarom was hij niet speelgerechtigd voor deze match. Op 7 maart bezorgde Maaseik zijn verweer rond deze zaak aan Volley Belgium. Tegen de verwachtingen in werd beslist om geen forfait uit te spreken. Roeselare stelde hierop op 8 maart een administratieve vordering in tegen deze uitspraak. Roeselare was een belanghebbende partij in deze zaak. Indien het forfait werd uitgesproken zou niet Maaseik maar wel Roeselare eerste eindigen in de reguliere competitie. Beide ploegen hadden toen 32 punten, maar Maaseik had een gewonnen match extra. Bij een forfait zou Maaseik een punt verliezen en op 31 punten eindigen. Dit zou gevolgen hebben voor de respectievelijke tegenstanders in de volgende ronde. Vervolgens werd de geplande match Gent-Roeselare zonder overleg met Roeselare verplaatst van 12 maart naar 11 maart. De zaak werd door de Volley Belgium Raad van Eerste Aanleg behandeld op 10 maart. Die avond besliste de Raad van Eerste Aanleg om de uitslag van de wedstrijd Maaseik-Haasrode Leuven te vernietigen en het reglementair voorziene forfait lastens Maaseik uit te spreken, waardoor Maaseik de reguliere competitie eindigde met 31 punten. Op 11 maart heeft Maaseik beroep aangetekend tegen deze uitspraak. Alle partijen aanvaardden om deze beroepszitting als spoedprocedure te behandelen. De zitting zou plaatsvinden op 11 maart om 13 uur 30. Om 13 uur 16 die dag had Maaseik laten weten aan de Volley Belgium Beroepsraad hun beroep in te trekken. Bijgevolg bleef de uitspraak in eerste aanleg behouden en moest Maaseik diezelfde avond naar Gent om daar hun eerste match in de Challenge Round te spelen. 
Tijdens de Challenge Round rekenden Roeselare, Maaseik en Menen in twee matchen af met hun tegenstanders. De strijd tussen Aalst en Haasrode Leuven om het vierde en laatste ticket voor de Champions Final 4 was nipter. Beide ploegen hadden een match gewonnen met 2-3. De laatste match zou beslissen wie zich plaatste voor de Champions Final 4. Ook deze match zou een vijfsetter worden. Bij een 9-13 stand leek Haasrode Leuven op weg om zich te plaatsen. Aalst scoorde echter 6 punten op rij en won de set in extremisch met 15-13.
Op de eerste speeldag van de Champions Final 4 wonnen Roeselare en Maaseik hun match tegen respectievelijk Menen en Aalst. Op de tweede speeldag herhaalde Roeselare dit resultaat tegen Aalst. Maaseik ging echter onverwachts onderuit tegen Menen. Bij de dubbele confrontatie tussen de twee favorieten haalde Roeselare 5 op 6, tegenover 1 op 6 voor Maaseik. Aangezien Menen 6 op 6 haalde tegen Aalst, stond Maaseik 5 punten achter op Menen. Dit met nog slechts 2 speeldagen te gaan. Maaseik sloop op de vijfde speeldag opnieuw 3 punten dichter door de onderlinge confrontatie met Menen te winnen. Roeselare won ondertussen tegen Aalst en had zich zo mathematisch verzekerd van de eerste plaats en het bijhorende thuisvoordeel. Op de laatste speeldag pakte Maaseik de drie punten tegen Aalst. Menen won echter met 3-2 van Roeselare, die enkele sterkhouders liet rusten met het oog op de finalematchen, en pakte zo twee extra punten. Menen plaatste zich voor de eerste maal in de clubgeschiedenis voor de finale van de competitie, ten koste van Maaseik. Aalst won geen enkele match en moest genoegen nemen met de vierde plaats.
In de Challenge Final 4 stond er niets meer op het spel. Omdat Gent de beker van België won was er geen Europees ticket voorzien voor de winnaar. Ook was er geen sportieve degradatie voorzien wegens het lage aantal deelnemende ploegen in de Liga. Haasrode Leuven zag Tuerlinckx tijdelijk vertrekken naar het Qatarese Al Ahli. Gent won uiteindelijk deze play-offs en werd hiermee vijfde in de eindklassering. Waremme eindigde op de laatste plaats.
Omdat de zaal van Menen niet voldeed aan de voorwaarden om finalematchen te organiseren moest een andere thuislocatie gevonden worden. Uiteindelijk werd geopteerd om de thuismatch(en) van Menen in Roeselare te spelen. De supporters van Menen kregen echter toegang tot de thuistribunes in deze match(en). In de finalematchen ging Roeselare verder met het dominante spel uit de Champions Final 4. Menen toonde bij momenten zeer goed volleybal, maar verloor uiteindelijk drie matchen op rij. Roeselare kroonde zich tot kampioen van deze editie.

## Clubs
Acht ploegen startten aan het seizoen 2021/22 in de Liga. Zeven clubs komen uit Vlaanderen, één uit Wallonië. De best vertegenwoordigde provincies zijn West-Vlaanderen, Oost-Vlaanderen en Limburg, met ieder twee clubs. Luik en Vlaams-Brabant tellen beide één ploeg. De provincies Antwerpen, Waals-Brabant Namen, Luxemburg en Henegouwen hebben geen vertegenwoordigers in de hoogste reeks.
Ook het Brussels Hoofdstedelijk Gewest heeft geen vertegenwoordiger in deze competitie.
| # | Club                   | Locatie   | Sporthal               |
| - | ---------------------- | --------- | ---------------------- |
| 1 | Knack Roeselare        | Roeselare | Tomabelhal Schiervelde |
| 2 | Greenyard Maaseik      | Maaseik   | Steengoed Arena        |
| 3 | Lindemans Aalst        | Aalst     | Sportcentrum Schotte   |
| 4 | Tectum Achel           | Achel     | De Koekoek             |
| 5 | Decospan Menen         | Menen     | Vauban                 |
| 6 | Waremme Volley         | Borgworm  | Hall Omnisports        |
| 7 | Caruur Volley Gent     | Oostakker | Edugo Arena            |
| 8 | Volley Haasrode Leuven | Haasrode  | Sportzaal Haasrode     |

| 1 2 3 4 5 6 7 8 Geografische verspreiding clubs |

## Reguliere competitie
In deze competitie spelen alle ploegen 2 keer tegen elkaar. Eén keer thuis en één keer uit. Op het einde heeft iedere ploeg 14 matchen gespeeld. De top 4 heeft een thuisvoordeel in de volgende ronde.
| Pl. | Club              | Gesp. | W  | V  | SV | ST | Ratio | Ptn. | Thuis/Uit |
| --- | ----------------- | ----- | -- | -- | -- | -- | ----- | ---- | --------- |
| 1   | Knack Roeselare   | 14    | 10 | 4  | 35 | 16 | 2,19  | 32   | Thuis     |
| 2   | Greenyard Maaseik | 14    | 11 | 3  | 34 | 19 | 1,79  | 31   | Thuis     |
| 3   | Decospan Menen    | 14    | 10 | 4  | 36 | 24 | 1,50  | 28   | Thuis     |
| 4   | Lindemans Aalst   | 14    | 8  | 6  | 28 | 23 | 1,22  | 23   | Thuis     |
| 5   | Haasrode Leuven   | 14    | 7  | 7  | 27 | 24 | 1,13  | 22   | Uit       |
| 6   | Tectum Achel      | 14    | 4  | 10 | 23 | 32 | 0,72  | 15   | Uit       |
| 7   | Caruur Gent       | 14    | 5  | 9  | 19 | 33 | 0,58  | 13   | Uit       |
| 8   | Waremme Volley    | 14    | 1  | 11 | 10 | 41 | 0,24  | 4    | Uit       |

Op 6 januari 2022 speelden Maaseik en Haasrode Leuven een inhaalmatch. Maaseik stelde tijdens deze match Renet Vanker op. Deze speler kwam Maaseik versterken na de wintertransfers. Omdat het om een inhaalmatch ging en Vanker niet aangesloten was op de oorspronkelijke speeldatum was de speler echter niet speelgerechtigd voor deze match. De 2-3 uitslag in het voordeel van Haasrode Leuven werd omgezet in een 0-3 forfaitscore voor Haasrode Leuven. Bijgevolg verloor Maaseik een punt in de eindrangschikking en kreeg Haasrode Leuven er een punt bij.

## Qualification Round
Hierin nemen twee teams het tegen elkaar op. Dit gebeurt op basis van de rangschikking van de reguliere competitie. De hoogst gerangschikte ploeg (1) neemt het op tegen de laagst gerangschikte (8), de op één na hoogste (2) tegen de op één laagste (7),...
Er wordt gespeeld tot een ploeg twee matchen wint, waarbij men eerst in de zaal van de laagst gerangschikte ploeg speelt en daarna bij de hoogst gerangschikte ploeg. Indien het na twee matchen gelijk staat wordt de beslissende match gespeeld in de zaal van de hoogst gerangschikte ploeg.
De vier winnende ploegen plaatsen zich voor de Champions Final 4, de vier verliezende ploegen spelen de Challenge Final 4.
| Datum      | Thuisploeg      | Uitslag | Bezoekende ploeg |
| ---------- | --------------- | ------- | ---------------- |
| 12.03.2022 | Waremme Volley  | 0:3     | Knack Roeselare  |
| 16.03.2022 | Knack Roeselare | 3:0     | Waremme Volley   |

| Datum      | Thuisploeg        | Uitslag | Bezoekende ploeg  |
| ---------- | ----------------- | ------- | ----------------- |
| 11.03.2022 | Caruur Gent       | 2:3     | Greenyard Maaseik |
| 16.03.2022 | Greenyard Maaseik | 3:1     | Caruur Gent       |

| Datum      | Thuisploeg     | Uitslag | Bezoekende ploeg |
| ---------- | -------------- | ------- | ---------------- |
| 12.03.2022 | Tectum Achel   | 2:3     | Decospan Menen   |
| 16.03.2022 | Decospan Menen | 3:0     | Tectum Achel     |

| Datum      | Thuisploeg      | Uitslag | Bezoekende ploeg |
| ---------- | --------------- | ------- | ---------------- |
| 12.03.2022 | Haasrode Leuven | 2:3     | Lindemans Aalst  |
| 16.03.2022 | Lindemans Aalst | 2:3     | Haasrode Leuven  |
| 19.03.2022 | Lindemans Aalst | 3:2     | Haasrode Leuven  |

## Challenge Final 4
De verliezers van de Qualification Rounds speelden de Challenge Final 4. Omdat Caruur Gent dit seizoen de beker won en het daarbijhorende ticket voor de CEV cup, was er geen Europees ticket voor de winnaar van deze play-offs. Aangezien Gent de Challenge Final 4 won had de winnaar per toeval toch een Europees ticket. Omdat er slechts acht ploegen deelnemen aan de Liga zijn er ook geen sportieve dalers.
De deelnemende ploegen waren: Haasrode Leuven, Achel, Gent en Waremme.
| Pl. | Club            | Gesp. | SV | ST | Ratio | Ptn. | Europees volleybal     |
| --- | --------------- | ----- | -- | -- | ----- | ---- | ---------------------- |
| 1   | Caruur Gent     | 6     | 16 | 6  | 2,67  | 15   | CEV Cup (via de beker) |
| 2   | Tectum Achel    | 6     | 13 | 11 | 1,18  | 11   |                        |
| 3   | Haasrode Leuven | 6     | 10 | 13 | 0,77  | 7    |                        |
| 4   | Waremme Volley  | 6     | 6  | 15 | 0,40  | 3    |                        |

## Champions Final 4
De winnaars van de Qualification Rounds plaatsten zich voor de Champions Final 4 en konden spelen voor een finaleplaats.
Dit waren: Roeselare, Maaseik, Menen en Aalst.
| Pl. | Club              | Gesp. | SV | ST | Ratio | Ptn. | Europees volleybal            |
| --- | ----------------- | ----- | -- | -- | ----- | ---- | ----------------------------- |
| 1   | Knack Roeselare   | 6     | 17 | 6  | 2,83  | 15   | Champions League en PO finale |
| 2   | Decospan Menen    | 6     | 13 | 10 | 1,30  | 11   | Champions League en PO finale |
| 3   | Greenyard Maaseik | 6     | 13 | 10 | 1,30  | 10   | CEV Cup                       |
| 4   | Lindemans Aalst   | 6     | 1  | 18 | 0,06  | 0    | Challenge Cup                 |

## Play-off Final
De twee hoogst gerangschikte ploegen uit de Champions Final 4 speelden de finale. Dit waren respectievelijk Roeselare en Menen. De eerste ploeg met drie overwinningen was de winnaar. Er werd afwisselend thuis en uit gespeeld. De eerste match werd gespeeld in de zaal van de hoogst geplaatste ploeg. Omdat de zaal Vauban van Menen niet voldeed aan de voorwaarden om de finale te spelen, moest Menen op zoek naar een andere thuislocatie. Uiteindelijk besliste men om deze thuismatchen ook af te werken in de zaal van Roeselare.
| Datum      | Thuisploeg      | Uitslag | Bezoekende ploeg |
| ---------- | --------------- | ------- | ---------------- |
| 29.04.2022 | Knack Roeselare | 3:0     | Decospan Menen   |
| 04.05.2022 | Decospan Menen  | 0:3     | Knack Roeselare  |
| 07.05.2022 | Knack Roeselare | 3:0     | Decospan Menen   |

Na drie wedstrijden in deze 'best of five' kroonde Knack Roeselare zich tot Belgisch kampioen.

## Promoties naar en degradaties uit de Liga op het einde van het seizoen

### Degraderend team
Wegens het lage aantal teams was er geen sportieve degradant dit seizoen.

Tijdens het seizoen kondigde Menen aan vrijwillig te stoppen op het hoogste niveau na het lopende seizoen. Dit wegens de tegenvallende inkomsten door Covid-19, de budgettaire onzekerheid voor de toekomst en het steeds moeilijker vinden van vrijwillige medewerkers. Na deze aankondiging werd er alsnog een oplossing gevonden. Pierre Vandeputte die drie jaar eerder de ploeg had verlaten keerde terug als voorzitter. Samen met hem keerde ook shirtsponsor Galloo terug. Ook kwam er versterking in het bestuur en voor de dagelijkse werking. Vervolgens kondigde Menen aan toch door te gaan met een herenploeg op het hoogste niveau.

### Promoverend team
Axis Guibertin werd kampioen in Nationale 1 en speelt volgend seizoen in de Liga.